# Nitornus
Nitornus is een geslacht van wantsen uit de familie van de Reduviidae (Roofwantsen). Het geslacht werd voor het eerst wetenschappelijk beschreven door Carl Stål in 1859.

## Soorten
Het genus bevat de volgende soorten:

- Nitornus fuliginosus Distant, 1902
- Nitornus lobulatus Stål, 1859
- Nitornus parkoi (Lima & Seabra, 1945)